# کرس-ار
کرس-ار (به مجاری: Körös-ér) رودخانهای است که در صربستان جریان دارد.